# Puchar Polski w piłce siatkowej mężczyzn (1977/1978)
Puchar Polski w piłce siatkowej mężczyzn 1977/1978 (Puchar Polski o "Puchar Sportowca") – 22. sezon rozgrywek o siatkarski Puchar Polski, rozgrywany od 1932 roku.

## Klasyfikacja końcowa
| Miejsce | Drużyna                        |
| ------- | ------------------------------ |
| 1.      | Beskid Andrychów               |
| 2.      | Stoczniowiec Gdańsk            |
| 3.      | Narew Ostrołęka                |
| 4.      | VC Górnik Siemianowice Śląskie |